# Epirrhoe approximata
Epirrhoe approximata är en fjärilsart som beskrevs av Barend J. Lempke 1950. Epirrhoe approximata ingår i släktet Epirrhoe och familjen mätare. Inga underarter finns listade i Catalogue of Life.